# Lasioglossum nodicorne
Lasioglossum nodicorne är en biart som först beskrevs av Morawitz 1889.  Lasioglossum nodicorne ingår i släktet smalbin, och familjen vägbin. Inga underarter finns listade i Catalogue of Life.